# René Maran
René Maran (Fort-de-France, Martinica, Francia, 8 de noviembre de 1887 - 9 de mayo de 1960) fue un escritor francés originario de la Guayana Francesa.
Nació en el barco que conducía a sus padres guayaneses a Fort-de-France. Vivirá allí hasta los siete años y se trasladará luego a Gabón en donde su padre, Héménégilde Maran, ejercía un puesto en la administración colonial. Su obra describe especialmente los abusos del colonialismo a pesar de sentirse francés. Fue el primer africano que ganó el premio Goncourt, en 1921 con su novela Batuala.

## Obras
- El corazón oprimido ("Le Cœur serré"), autobiografía,
- Batuala ("Batouala"), 1921, premio Goncourt
- El libro de la Selva ("Le Livre de la Brousse"), 1943
- Animales de la selva ("Bêtes de la brousse"), 1941
- Mlbala, el elefante ("Mlbala, l'éléphant"), 1943
- Un hombre como los demás ("Un Homme pareil aux autres"), 1947
- El libro del recuerdo ("Le Livre du souvenir"), 1958